# Monaghan
Monaghan (iriska: Muineachán) är en stad i Republiken Irland och administrativ huvudstad i County Monaghan. Namnet kommer från en diminutiv pluralform av det iriska ordet muine som betyder busksnår eller liten kulle. 2017  hade staden Monaghan en folkmängd på 7 778.
Stadens centrum består av fyra sammankopplade torg: Market Square (eller Street), Church Square, The Diamond och Old Cross Square. På Market Square finns Market House (byggt 1792), som nu är ett konstgalleri. Countyts museum, som har belönats av Europarådet för dess historiska och arkeologiska utställningar, ligger i närheten. Den mest framträdande byggnaden i staden är katedralen St Macartan's Cathedral.
Slaget vid Clontibret mellan Hugh O'Neills och den engelska kronans styrkor utkämpades i norra Monaghan 1595. Området hade tidigare erövrats från MacMahons kontroll 1591, när ledaren för MacMahons blev hängd på befallning av regeringen i Dublin. Detta var en av de händelser som ledde till det nioåriga kriget på Irland 1595-1603 och den tudorianska återerövringen av Irland. 
17 maj 1974 dog sju personer i staden när en bilbomb exploderade under rusningstid på fredagskvällen. Detta var en av få våldsamma händelser i Republiken Irland under oroligheterna i Nordirland. En annan bomb exploderade samma dag i Dublin och dessa sammantagna blev kända som Dublin- och Monaghanbomberna.
Idag är staden välmående och växande. Den har en stor möbeltillverkningsindustri. Det finns en kampanj för att öka turismen genom att återinviga Ulsterkanalen, vilket så småningom skulle ge möjlighet för båtar att färdas från nordirländska städer som Newry och Coleraine via Monaghan till södra Irland.